# Antiquorum habet fida relatio

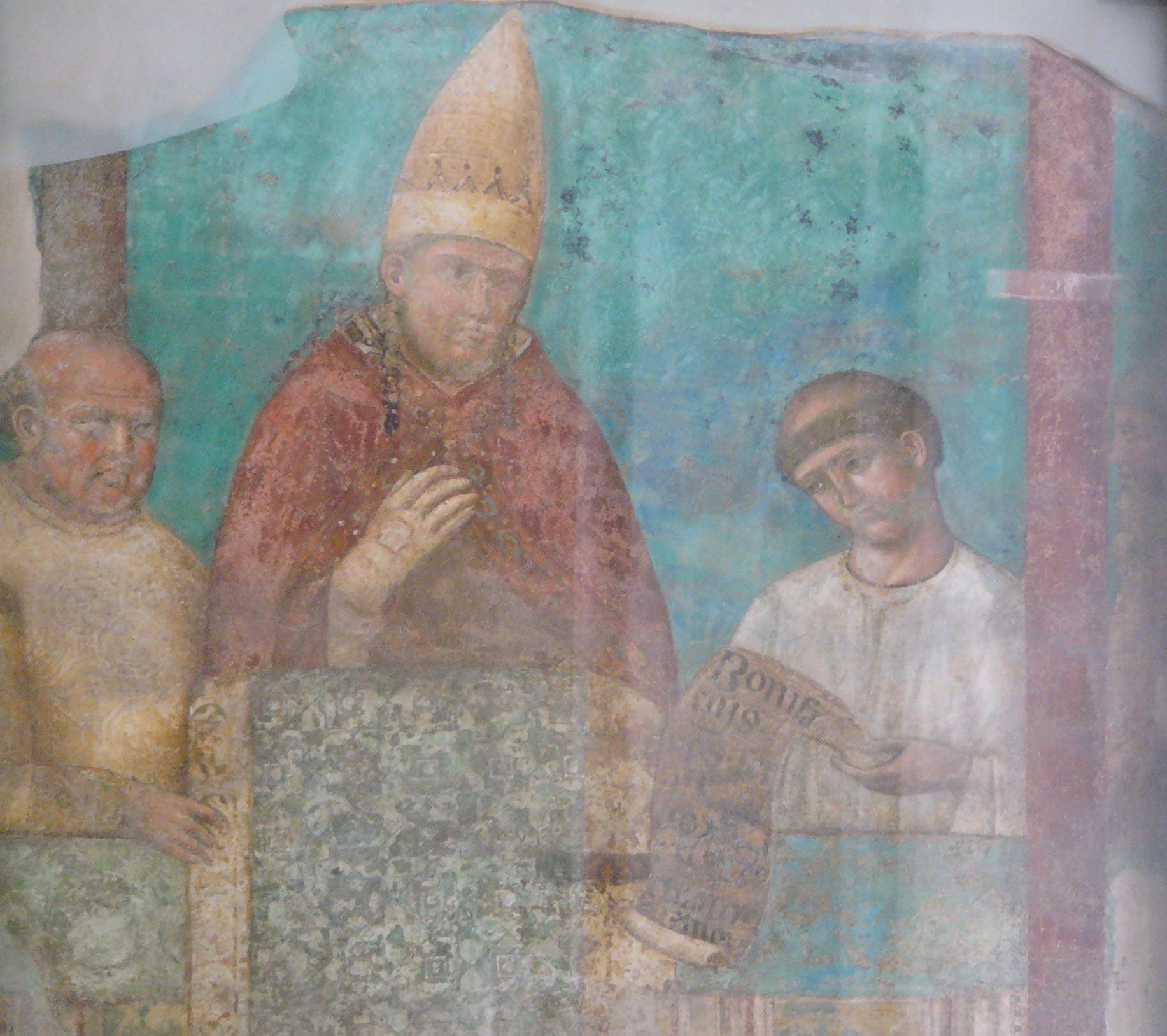
Vyhlášení prvního Svatého roku 1300 Bonifácem VIII. (fragment Giottovy fresky na Lateránu)

Antiquorum habet fida relatio je papežská bula vyhlášená papežem Bonifácem VIII. 22. února 1300, kterou vyhlašuje historicky první Svatý rok.

## Smysl buly
V této bule se požaduje, aby ti kdo chtějí získat úplné odpuštění trestů za hříchy, pokud jsou obyvatelé Říma musí ve Svatém roce navštívit 30× baziliky sv. Petra a sv. Pavla. Poutníci, kteří do Říma připutovali k  úplnému odpuštění trestů za hříchy zmíněné baziliky musí navštívit minimálně 15×. Almužna (skutek milosrdenství), kterou by bylo třeba vykonat, nebyla speciálně ustanovena. Kromě toho odpuštění časných trestů získali také poutníci, kteří z důvodu vyšší moci nebyli schopni návštěvu Říma dokončit, a stejně tak i ti, kteří cestou do Říma zemřeli. 
Bula rovněž stanoví, aby se v budoucnu slavil Svatý rok každých sto let.

## Text bully

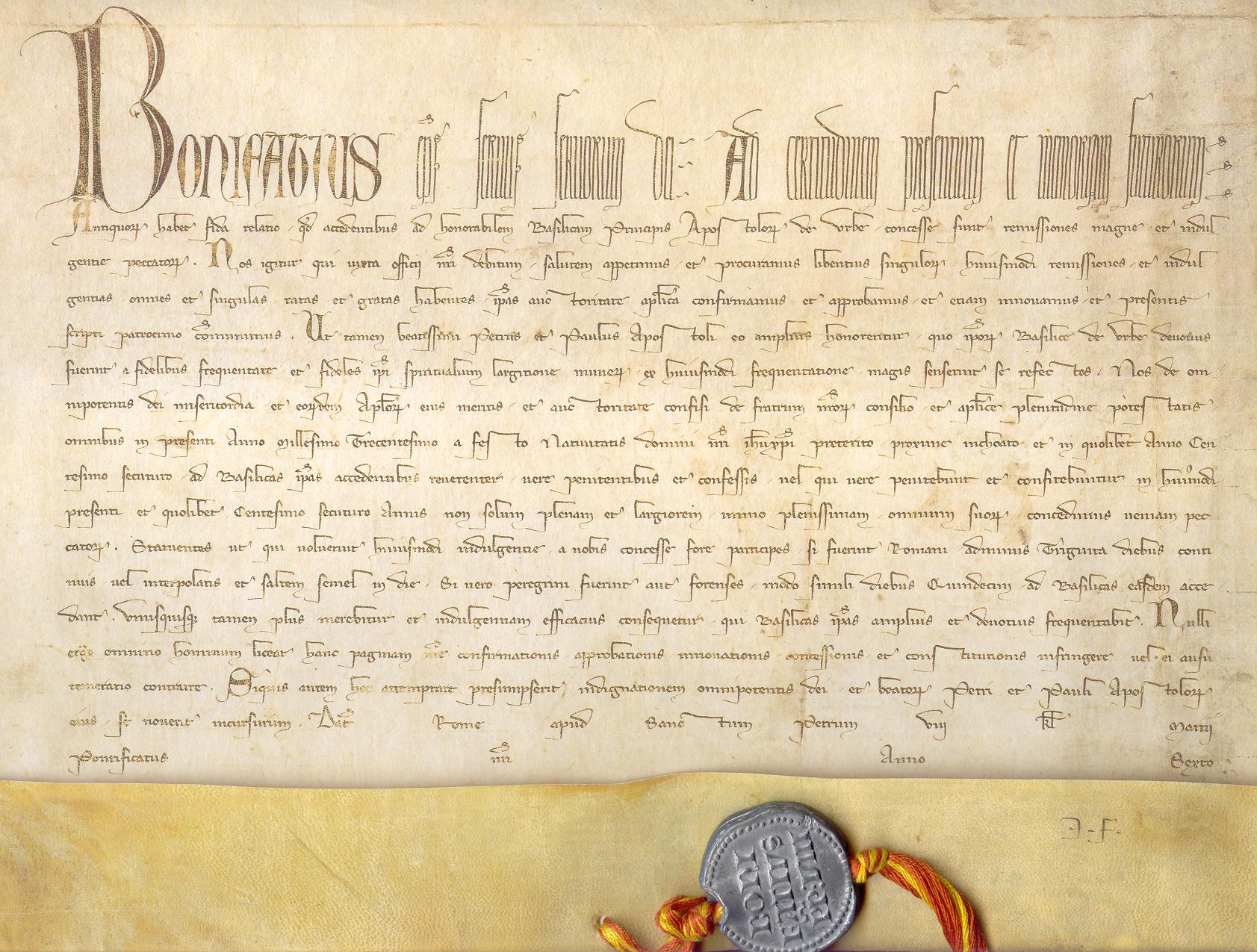
Originál bully

Bonifacius Episcopus Servus Servorum Dei.
Ad perpetuam rei memoriam. Antiquorum habet fida relatio, quod accedentibus ad honorabilem Basilicam Principis Apostolorum de Urbe concessae sunt magnae remissiones, et Indulgentiae peccatorum. Nos igitur qui iuxta officij nostri debitum salutem appetemus, et procuramus libentius singolorum, huiusmodi remissionem, et Indulgentias omnes, et singulas, ratas, et gratas habentes, ipsas auctoritate Apostolica Confirmamus, et approbanus. Ut autem Beatissimi Petrus, et Paulus Apostoli eo amplius honorentur, quo eorum Basilicae de Urbe devotius fuerint a fidelibus frequentatae, et fideles ipsi spiritualium largitione munerum ex huiusmodi frequentatione magis senserint se refertos; Nos de Omnipotentis Dei misericordia, et eorundem Apostolorum eius meritis, et auctoritate consisi, de Fratrum nostrorum consilio, et Apostolicae plenitudine potestatis, omnibus in praesenti anno millesimo trecentesimo a Festo Nativitatis Domini Nostri Iesu Christi praeterito proxime inchorato, et in quolibet anno centesimo secuturo, ad Basilicas ipsas accedentibus reverenter, vere poenitentibus, et Confessis, vel qui vere poenitebunt, et consistebuntur, in huiusmodi praesenti, et quolibet centesimo secuturo annis, non solum plenam, et largiorem immo plenissimam omnium suorum concedemus, et concedimus veniam peccatorum. Statuentes, ut qui voluerint huiusmodi Indulgentiae a nobis concessae fieri participes, si fuerint Romani, ad minus triginta diebus continuis, seu interpolatis, et saltem semel in die, si vero Peregrini fuerint, aut Forenses, simili modo diebus quindecim, ad Basilicas easdem accedant. Unusquisque tamen plus merebitur, et Indulgentiam efficatius consequetur, qui Basilicas ipsas amplius, et devotius frequentabit. Nulli ergo, etc. Datum Romae apud S. Petrum 8 Kal Martij Pontificatus nostri anno sexto.